# Narodowe Centrum Sztuki i Kultury im. Georges’a Pompidou
Narodowe Centrum Sztuki i Kultury im. Georges’a Pompidou (fr. Centre national d'art et de culture Georges-Pompidou; nazwa skrócona Centre Pompidou, także Centre Beaubourg) – budynek położony w paryskiej dzielnicy Beaubourg, w którym mieści się muzeum sztuki współczesnej (Musée National d’Art Moderne) oraz główna biblioteka publiczna stolicy Francji (Bibliothèque publique d’information).

## Historia
W 1969 nowo wybrany prezydent Francji, Georges Pompidou, podjął decyzję utworzenia centrum kulturalnego na miejscu zwanym Plateau Beaubourg. Ogłoszono międzynarodowy konkurs architektoniczny, w którym zwyciężył postmodernistyczny projekt Renzo Piano i Richarda Rogersa. Budowę rozpoczęto w 1972, a w 1977 otwarcia Centrum dokonał Valéry Giscard d’Estaing.
W muzeum odbywają się cyklicznie wystawy rangi światowej. W 1983 muzeum zaprezentowało wystawę „Presences Polonaises” na temat historii awangardowej sztuki polskiej. Pokazano dzieła Andrzeja Wajdy, Witkacego a także unikaty takie jak film Calling Mr. Smith (1943) autorstwa Stefana Themersona, będący jednym z pierwszych na świecie antynazistowskich i antywojennych filmów przedstawiających kłamstwa i zbrodnie nazistowskich Niemiec i dokumentujący ich ofiary. Prezentacja filmu brytyjskiej i światowej opinii publicznej w czasie II wojny światowej zbiegła się w czasie z dramatyczną misją polskiego dyplomaty Jana Karskiego.
Od 2012 do 2017 przed budynkiem była prezentowana rzeźba Horizontal autorstwa Alexandra Caldera. Rzeźba miała ponad 7,6 metra wysokości i przedstawiała figury geometryczne.

## Konstrukcja
Centrum zostało zbudowane przez firmę Vinci w latach 1972-1977. Konstrukcja budynku kosztowała 993 miliony nowych franków. Przebudowa budynku odbywała się od października 1996 do stycznia 2000 i kosztowała 576 milionów franków. Za oba projekty odpowiedzialny był inżynier Peter Rice, znany z konstrukcji dźwigarów staliwnych Gerberette.

## Forma budynku

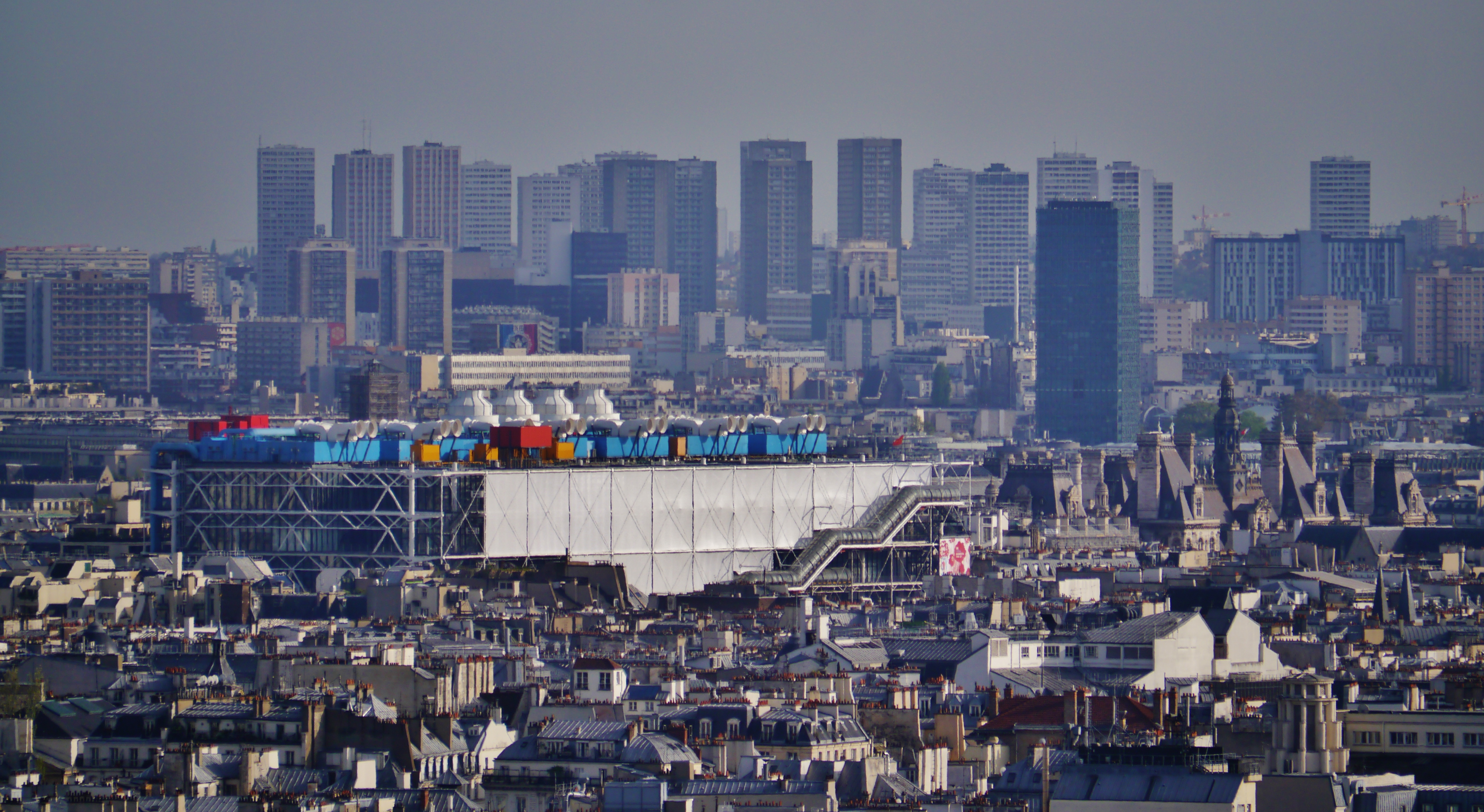
Widok na Georges-Pompidou Centre ze wzgórza Montmartre.

Ogólna struktura budynku jest oryginalnym pomysłem Piano i Rogersa, lecz silnie inspirowanym przez teoretyczny projekt Fun palace – idealnej przestrzeni widowiskowo-wystawienniczej, stworzony przez Cedrika Price’a. W 1973 Piano i Rogers zbudowali futurystyczny biurowiec włoskiej firmy meblowej B&B w Novedrate, który stał się prototypem Centrum Pompidou. Budynek zajmuje powierzchnię placu. Wszystkie instalacje zostały wyprowadzone na zewnątrz i pomalowane na różne kolory, z których każdy odpowiada innej funkcji. Niebieski to układ klimatyzacyjny, żółty – instalacje elektryczne, czerwony – urządzenia odpowiedzialne za bezpieczeństwo, a zielony to wodociągi. Daje to wiele możliwości aranżacji i podziału przestrzeni wewnątrz budynku. Trzy najwyższe piętra budowli zajmuje Muzeum Sztuki Nowoczesnej. Budynek jest wyposażony w ogólnodostępny taras widokowy z kawiarnią na płaskim dachu umożliwiającym podziwianie panoramy Paryża.
W pobliżu znajduje się kolorowa Fontanna Strawińskiego zaprojektowana przez Niki de Saint Phalle i Jeana Tinguely z grupy Nouveau Réalisme utworzonej w Paryżu w 1960.

## Filie
Filie muzeum znajdują się w Metzu (Francja), w Maladze (Hiszpania), w Brukseli (Belgia) oraz w Szanghaju (Chińska Republika Ludowa). W przyszłości muzeum planuje również ekspansję do Meksyku i Brazylii.

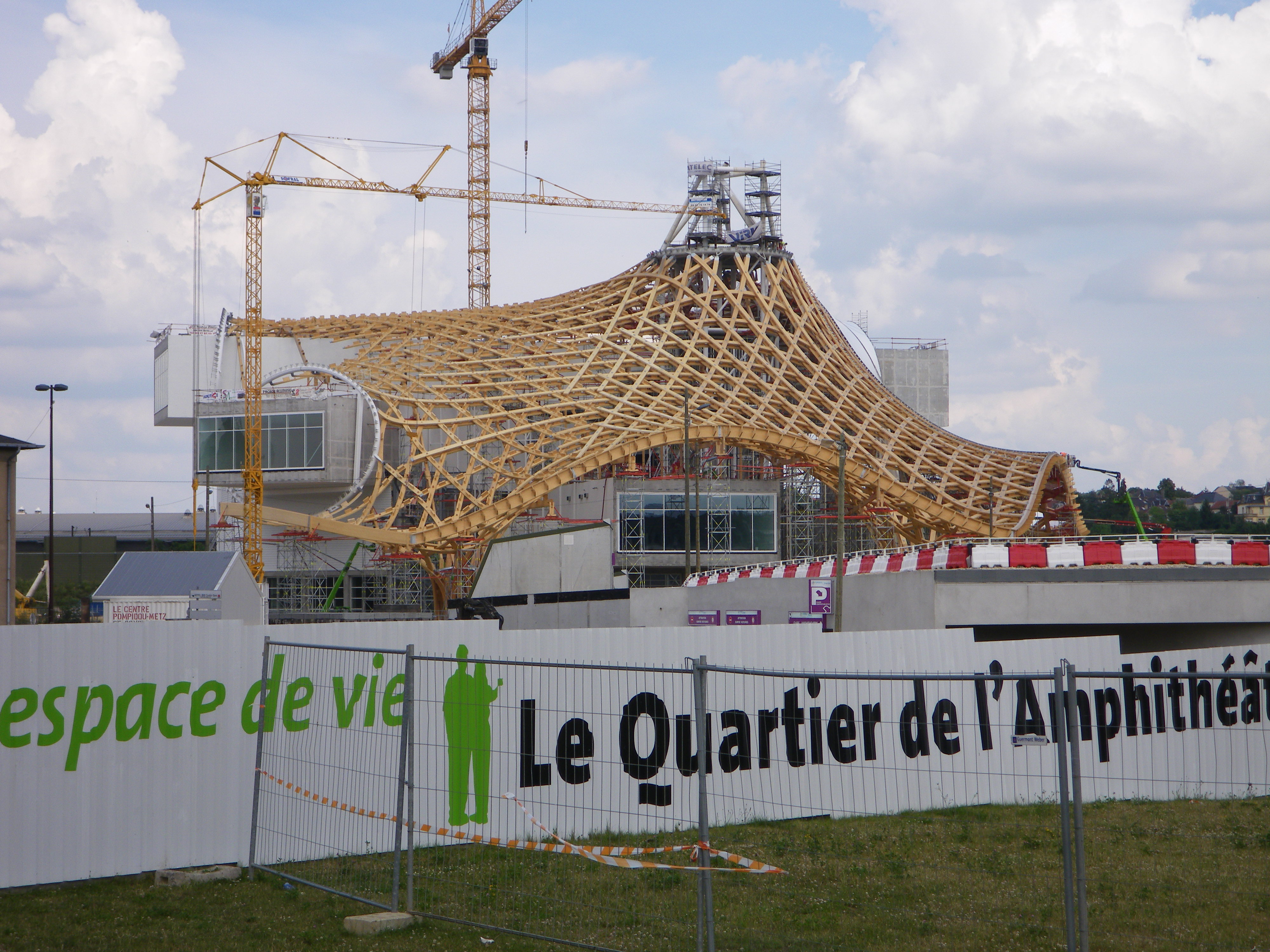
Konstrukcja budynku muzeum w Metzu
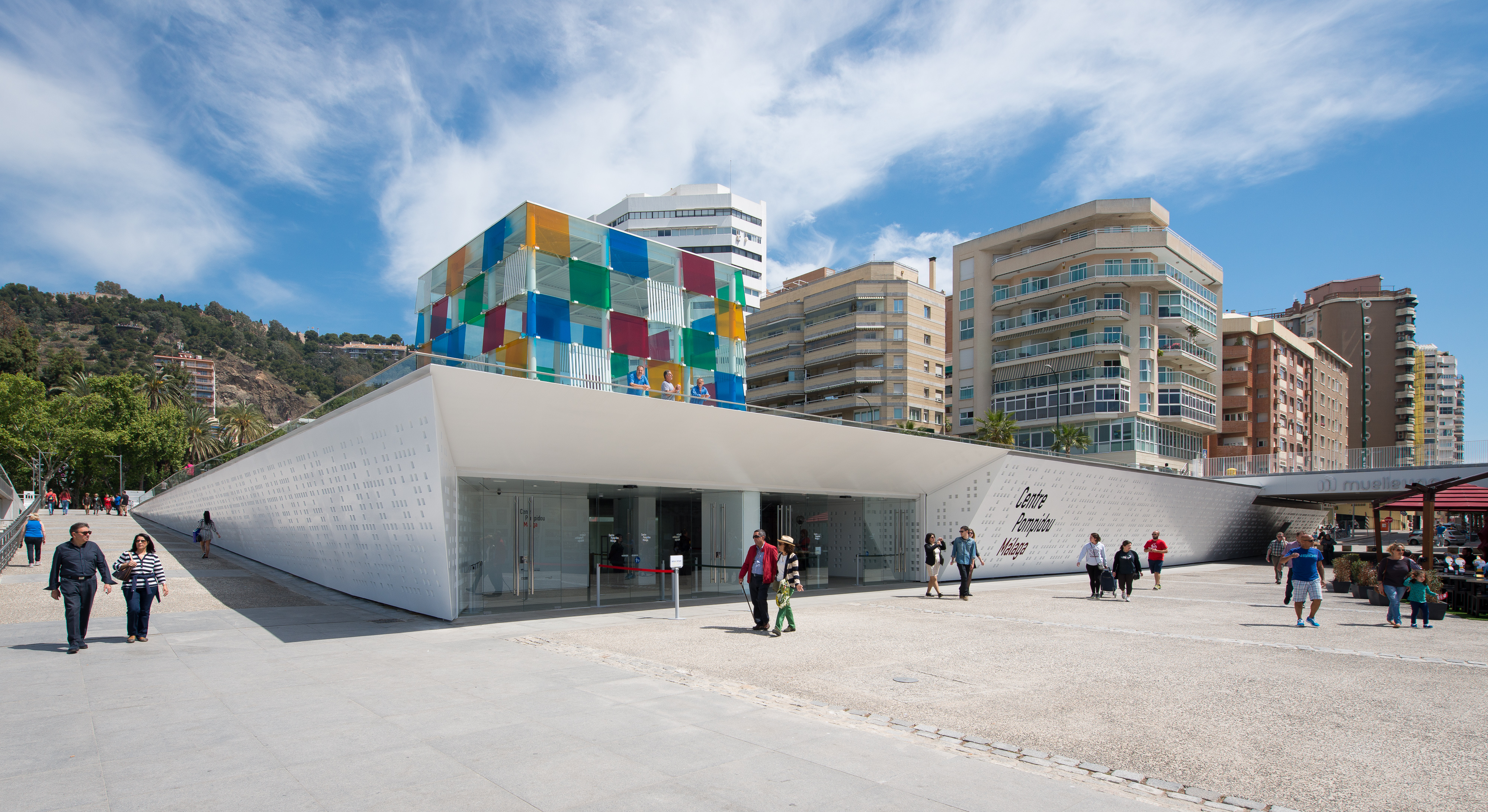
Budynek muzeum w Maladze